# Cliona annulifera
Cliona annulifera är en svampdjursart som beskrevs av Annandale 1915. Cliona annulifera ingår i släktet Cliona och familjen borrsvampar.
Artens utbredningsområde är havet utanför Indien. Inga underarter finns listade i Catalogue of Life.